# Bizarre (Fetischmagazin)
Bizarre war ein englischsprachiges Fetischmagazin, das von dem Pionier der Fetischfotografie und Bondagekünstler John Willie (1902–1962) verlegt wurde. Die Zeitschrift erschien in den Jahren 1946 bis 1959 unregelmäßig in insgesamt 26 Ausgaben.

## Geschichte
Bizarre beschäftigte sich mit dem Thema Sexueller Fetischismus in allen Variationen. Insbesondere wurden die Fetische „hohe Schuhe“ bzw. „extrem hohe Schuhe“, „Korsett“ und „Korsett-Erziehung“ sowie die im sexuellen Kontext stehenden Praktiken Bondage und BDSM behandelt. Darüber hinaus gab es Artikel zur sadomasochistischen Praktik bzw. der Spielart des erotischen Spankings „Erziehung“, in denen „Korsett“, „Bondage“ und „S/M“ zusammen vorkommen. Leserbriefe nahmen rund ein Drittel des Umfangs ein.
Herausgeber war der bekannte Fetischfotograf und Bondagekünstler John Willie. Bizarre ist in der Fetischszene immer noch sehr bekannt und genießt mittlerweile Kultstatus:

„Die Gesamtausgabe von Bizarre muß schon fast als Bibel des Fetischisten gelten.“

„John Willie is the father of modern fetish art and humor. He helped get fetish art into the mainstream.“

Die Gesamtausgabe umfasst rund 2000 Seiten.